# Augusto San Miguel
Augusto San Miguel (Guayaquil, 1906 - ídem, 7 de noviembre de 1937) fue un director y dramaturgo ecuatoriano. Dirigió la primera película ecuatoriana, El tesoro de Atahualpa, estrenada en los teatros Edén y Colón de Guayaquil el 7 de agosto de 1924. Hijo de una familia pudiente, colaboró para revistas y periódicos nacionales y extranjeros de su época. Para realizar su película, fundó la empresa Ecuador Film Co., con el dinero que le había dejado su padre. En todos sus filmes, aparte de director, fue actor, guionista y camarógrafo.

## Homenajes
El 25 de mayo de 2006, Raúl Vallejo, el entonces Ministro de Educación ecuatoriano, declaró el 7 de agosto como el Día del Cine Ecuatoriano, en honor al estreno de la primera película de Augusto San Miguel. Así mismo se creó el Premio Augusto San Miguel para honrar a lo mejor del cine ecuatoriano.

## Obras

### Teatro
- El último bohemio (1930)
- Sombras
- Tercel cuartel (1936)
- Yo no soy comunista
- Almas bohemias
- Al revés de la razón (1937)

### Filmografía
| Película               | Estreno             |
| ---------------------- | ------------------- |
| El tesoro de Atahualpa | 7 de agosto de 1924 |
| Se necesita una guagua | 1924                |
| Un abismo y dos almas  | 1925                |